# Тинитекилаак
Тинитекилаак (гренл. Tiniteqilaaq, старая орфография Tiniteqilâq) — поселение в коммуне Сермерсоок, в восточной части Гренландии.

## Расположение
Тинитекилаак расположен на южной оконечности полуострова Маманги. Залив Imiilaajiva и пролив Tiilerilaap Ikaasaajiva отделяют его от острова Sarpaq. К нему примыкает остров Аммассалик, где расположено крупнейшее поселение восточной Гренландии - Тасиилак.

## История
Год основания Тинитекилаак неизвестен, так как восточные гренландцы раньше были кочевниками. Предполагается, что в 1920 году это место было уже заселено. В 1930 году в посёлке насчитывалось 40 жителей, а в 1940 году их было уже 76. В 1946 году в Тинитекилааке была построена часовня. В 1950 г. население увеличилось до 110 человек. В 1957 году здесь появился магазин KGH. В 1960 году в Тинитекилааке проживало 154 человека. В 1960 году в посёлке построили жильё для акушера, а в 1965 - радиостанцию. К 1970 году население достигло 208 человек.

## Экономика
Жители Тинитекилаака зарабатывают себе на жизнь в основном охотой на тюленей и белых медведей. В 1960-х и 1970-х годах имела большое значение также ловля трески. Туризм играет важную роль в Тийлерилааке; есть много мест, где туристы могут переночевать.

## Инфраструктура и снабжение
До Тинитекилаака можно добраться на лодке с июля по ноябрь. Пассажирское судно приходит один раз в неделю. Кроме того, сюда можно добраться по воздуху - в посёлке расположена вертолетная площадка Тийлерилаак.
Государственная энергетическая компания Nukissiorfiit обеспечивает посёлок электричеством, теплом и водой. Мусор закапывается или сжигается, а сточные воды сбрасываются в море.

## Услуги
В начальной школе Тийлерилаака до седьмого класса обучаются около 20 учеников. Имеются также филиал магазина Пилерсуисок, игровая площадка, почтовое отделение, лазарет и часовня.

## Динамика численности населения
Население сократилось[когда?]

 на 30 процентов по сравнению с уровнем 1990 года и на 8 процентов по сравнению с уровнем 2000 года, что отражает депопуляцию близлежащих Кууммиут и Исерток.